# San Marino (Califórnia)
San Marino é uma cidade localizada no estado americano da Califórnia, no condado de Los Angeles. Foi incorporada em 25 de abril de 1913.

## Geografia
De acordo com o United States Census Bureau, a cidade tem uma área de 9,8 km², onde todos os 9,8 km² estão cobertos por terra.

### Localidades na vizinhança
O diagrama seguinte representa as localidades num raio de 8 km ao redor de San Marino.

## Demografia
Segundo o censo nacional de 2010, a sua população é de 13 147 habitantes e sua densidade populacional é de 1 346,44 hab/km². Possui 4 477 residências, que resulta em uma densidade de 458,51 residências/km².